# Gibbaranea abscissa
Gibbaranea abscissa är en spindelart som först beskrevs av Karsch 1879.  Gibbaranea abscissa ingår i släktet Gibbaranea och familjen hjulspindlar. Inga underarter finns listade i Catalogue of Life.